# Branislav Trajković
Branislav Trajković (serbisch-kyrillisch Бранислав Трајковић; * 29. August 1989 in Odžaci, Serbien) ist ein serbischer Fußballspieler, der für Ordabassy Schymkent spielt. Er wird meist als Innenverteidiger eingesetzt. 

## Karriere

### Verein
2012 zeigte Lazio Rom Interesse an der Verpflichtung des 1,91 m großen Innenverteidigers. Am 30. Januar 2013 entschied Trajković, trotz eines Angebots von Udinese Calcio, bei Vojvodina Novi Sad zu bleiben. Zur Rückrunde der Saison 2013/14, verpflichtete ihn Partizan. Seit 2015 steht er bei Ordabassy Schymkent aus Kasachstan unter Vertrag.

### Nationalmannschaft
Trajković wurde am 6. Februar 2013 in die serbische Fußballnationalmannschaft für das Testspiel gegen Zypern berufen, aber es kam nicht zu einem Debüt. Er gehört weiterhin zum erweiterten Kader der serbische Fußballnationalmannschaft. Schließlich debütierte er am 15. Oktober 2013 im Spiel gegen Mazedonien.

## Erfolge
Vojvodina Novi Sad
- Dritter der serbischen Liga (3): 2011, 2012, 2013
- Serbischer Pokalfinalist (3): 2010, 2011, 2013